# Николаєвич Павліна Василівна
Павлі́на Васи́лівна Николає́вич — український військовослужбовець, сержант Збройних сил України, учасник російсько-української війни.

## Життєпис
Павліна Николаєвич народилася у селі Просикурянах, нині Сучевенської громади Чернівецького району Чернівецької области України.
У 2017 році, коли їй виповнилося 20 років, вона підписала контракт із Збройними силами України та вирушила на схід України. Служить командиром гранатометного відділення 10-ї окремої гірсько-штурмової бригади оперативного командування «Захід» Сухопутних військ Збройних сил України.
У червні 2022 року, у ході повномасштабного російського вторгнення, на Луганщині вона допомагала зупиняти ворога, який переважав у кількості особового складу й техніки, та зривати ворожі наступи. Вивела групу з оточення, зберігши життя побратимів. 23 червня поблизу населеного пункту Верхньокам'янка під час наступу противника військова відкрила вогонь з гранатомета й особисто знищила один БМП-2 та п'ятьох піхотинців. Потрапивши в оточення, керувала відведенням групи в безпечне місце, зберігши життя і здоров'я побратимів.

## Нагороди
- Хрест бойових заслуг (27 липня 2022) — за визначні особисті заслуги у захисті державного суверенітету та територіальної цілісності України, самовіддане служіння Українському народу, вірність військовій присязі[1];
- почесний громадянин Буковини (2022).